# Elefantenfleisch

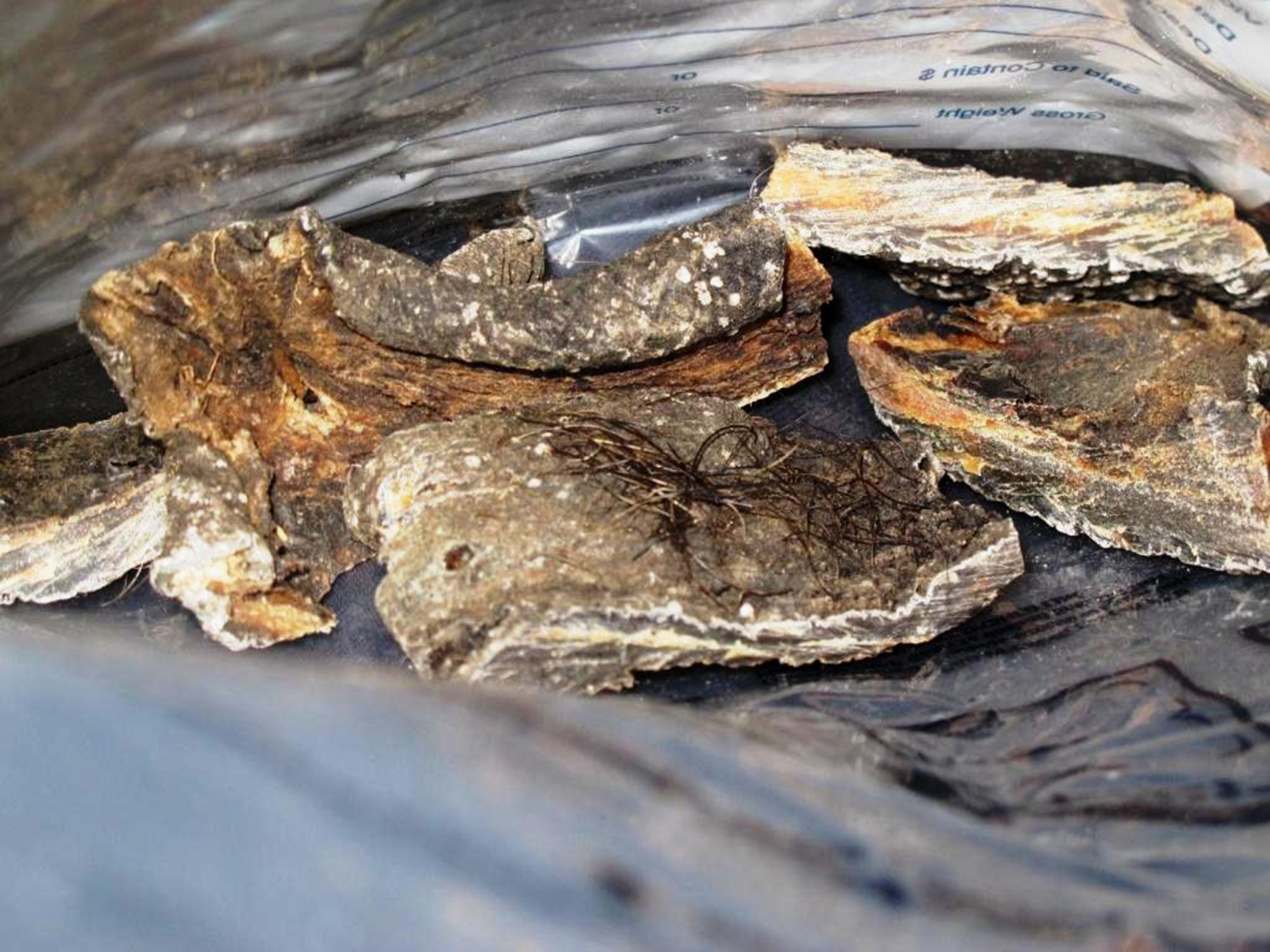
Durch Beamte des US-Zolls und des Grenzschutzes beschlagnahmtes Elefantenfleisch

Elefantenfleisch ist das Fleisch von Elefanten.

## Geschichte
Elefantenfleisch war wahrscheinlich während der gesamten Zeit der Koexistenz der Arten eine Nahrungsquelle für den Menschen. Zu Beginn des Mittelpaläolithikums, etwa 120.000 v. Chr., waren afrikanische Gesellschaften Jäger und Sammler, die Elefantenherden wegen ihres Fleisches bejagten.
Ein Exemplar des heute ausgestorbenen Elefanten mit geradem Stoßzahn wurde im Ebbsfleet Valley in der Nähe von Swanscombe entdeckt. Das 400.000 Jahre alte Skelett wurde mit verstreuten Feuersteinen gefunden, was darauf hindeutet, dass der Elefant von einer Gruppe des damals existierenden Homo heidelbergensis zerlegt worden war.

### Heutige Zeit
Heute werden alle Elefantenarten speziell wegen ihres Fleisches gejagt. Dies geschieht vor allem in Kamerun, der Zentralafrikanischen Republik, der Republik Kongo und der Demokratischen Republik Kongo. Bei der Elfenbeinjagd durch Wilderer wird das Fleisch teilweise als Nebenprodukt für den späteren Verkauf oder zur Ernährung der Jagdgesellschaft mitgenommen. 2007 äußerten Wildtierexperten die Befürchtung, dass die größte Bedrohung für Elefanten eher die Nachfrage nach Fleisch als der Elfenbeinhandel sein könnte. Organisationen wie der WWF und TRAFFIC setzen sich dafür ein, den Fleischkonsum zu reduzieren, da dies zusammen mit dem Elfenbeinhandel dazu führt, dass täglich bis zu 55 Tiere getötet werden.

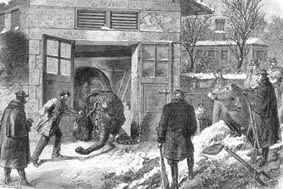
Einer von zwei Elefanten namens Castor und Pollux, die während der Belagerung von Paris 1870 im Zoo Jardin des Plantes in Paris zur Fleischgewinnung getötet wurden

## Kulturelle und religiöse Praktiken
Assamesische Schriften verschreiben verschiedene Fleischsorten, darunter auch das des Elefanten, um sich von Krankheiten zu erholen und bei guter Gesundheit zu bleiben. Buddhistischen Mönchen ist es jedoch verboten, Elefantenfleisch zu essen. Auch Hindus vermeiden aufgrund der Bedeutung des Gottes Ganesha, der von Hindus weithin verehrt wird, strikt jeden Kontakt mit Elefantenfleisch.
Elefantenfleisch ist auch nach den jüdischen Speisegesetzen verboten, da Elefanten keine gespaltenen Hufe haben und keine Wiederkäuer sind. Einige Gelehrte der islamischen Speisegesetze haben entschieden, dass es für Muslime verboten sei, Elefanten zu essen, weil Elefanten unter die verbotene Kategorie der Reißzahn- oder Raubtiere fallen.